# Emotorace
Un emotorace (dal greco antico: αἷμα?, hàima, "sangue" e θώραξ, thṑrax, "torace") è un versamento e accumulo di sangue all'interno della cavità pleurica. I sintomi corrispondenti includono solitamente un dolore toracico e difficoltà di respirazione, mentre i segni clinici possono essere ridotti suoni respiratori auscultabili sull'emitorace interessato e una frequenza cardiaca accelerata. Solitamente gli emotoraci sono causati da un evento traumatico ma possono verificarsi anche spontaneamente, come a causa di un tumore che invade la cavità pleurica, come conseguenza di una patologia della coagulazione del sangue, come manifestazione insolita dell'endometriosi, in risposta al collasso di un polmone o, raramente, in correlazione ad altre condizioni.
Gli emotoraci vengono solitamente diagnosticati tramite l'esecuzione di una radiografia del torace, ma possono essere identificati anche utilizzando altre forme di imaging biomedico tra cui l'ecografia, la tomografia computerizzata o una risonanza magnetica. Possono essere differenziati da altre forme di fluido all'interno della cavità pleurica procedendo all'analisi di un campione del fluido e che deve presentare un ematocrito superiore al 50% di quello del sangue dello stesso paziente. Il trattamento di elezione è il drenaggio del sangue accumulato tramite inserimento di una cannula toracica, tuttavia se il sanguinamento continua può essere necessario un intervento chirurgico. Se correttamente trattato, la prognosi è generalmente buona. Le complicanze di un emotorace comprendono l'infezione della cavità pleurica (empiema pleurico) e la formazione di tessuto cicatriziale (fibrotorace).

## Epidemiologia
Si stima che i traumi al torace provochino ogni anno approssimativamente dai 16 000 ai 30 000 decessi ogni anno, mentre annualmente negli Stati Uniti si riscontrano circa 300 000 casi di emotorace.
Il politrauma (un trauma che coinvolge più distretti corporei) comporta lesioni al torace nel 60% dei casi e frequentemente è causa di pneumotorace. In un caso studio è stato evidenziato che circa il 37% delle persone ospedalizzate per trauma toracico chiuso presentava un emotorace di tipo traumatico. L'emotorace si verifica comunemente quando vi è una frattura scomposta delle coste.

## Cause
Gli emotoraci sono classificati in tre grandi categorie in base alla causa e in ordine di frequenza: traumatici, iatrogeni o non traumatico. In tutti i casi la condizione può potenzialmente vedere coinvolte le principali arterie e provocare il decesso del paziente a seguito di una notevole perdita di sangue.

### Traumatici
Sovente, un emotorace è causato da un trauma fisico, contusivo o penetrante, che porta ad una emorragia traumatica interna. Anche lesioni toraciche relativamente lievi possono portare a sviluppare un emotorace significativo. Le lesioni spesso causano la rottura di piccoli vasi sanguigni, come quelli che si trovano tra le coste. Se vengono danneggiati vasi sanguigni più grandi, come l'aorta, la perdita di sangue può essere enorme ed incontrollabile.

### Iatrogeni
L'emotorace può anche presentarsi come complicanza (iatrogenesi) della chirurgia cardiaca e polmonare. Un esempio può essere la rottura delle arterie polmonari dovuta al posizionamento di un catetere o a seguito di una procedura di toracotomia, toracostomia o toracentesi. Le cause iatrogene più comuni includono cateterizzazioni della vena succlavia e il posizionamento di un tubo toracico, con un tasso di occorrenza di circa l'1%.
A volte, il posizionamento di un catetere di Swan-Ganz può provocare la rottura dell'arteria polmonare causando un massiccio emotorace. Può anche essere dovuto a seguito di ulteriori procedure mediche e o diagnostiche, come una biopsia pleurica, polmonare o transbronchiali, a una rianimazione cardiopolmonare, a una procedura di Nuss, o trattamento endoscopico delle varici esofagee. L'emotorace iatrogeno è più comune nelle persone ricoverate in un reparto di terapia intensiva con una condizione di malattia renale cronica.

### Non traumatici
Sebbene meno frequentemente, un emotorace può verificarsi spontaneamente. Questo può essere, ad esempio, una complicazione di alcune forme di tumore se la crescita neoplastica invade lo spazio pleurico. I tumori responsabili di emotorace includono l'angiosarcoma, lo schwannoma, il mesotelioma e il carcinoma del polmone. È più probabile che gli emotoraci si manifestino in risposta a traumi molto minori, quando il sangue è meno in grado di formare coaguli, sia come risultato dell'assunzione di farmaci anticoagulanti, sia a causa di disturbi emorragici come l'emofilia. Raramente, un emotorace può svilupparsi a seguito dell'endometriosi, una condizione in cui il tessuto che normalmente ricopre l'interno dell'utero si forma in luoghi insoliti. Il tessuto endometriale che impianta sulla superficie pleurica può sanguinare in risposta a cambiamenti ormonali, causando quello che è noto come emotorace catameniale.
Coloro con un accumulo anormale di aria all'interno dello spazio pleurico (un pneumotorace) possono avere un sanguinamento della cavità, che si verifica in circa il 5% dei casi di pneumotorace spontaneo. La combinazione risultante di aria e sangue nello spazio pleurico è nota come emopneumotorace.
Raramente, un emotorace può verificarsi in seguito a sanguinamento spontaneo dei vasi sanguigni, come nel caso di dissezione aortica, sebbene il sanguinamento in queste circostanze avvenga solitamente nello spazio pericardico. La rottura spontanea dei vasi sanguigni è più probabile che si verifichi in coloro che soffrono di disturbi che indeboliscono i vasi sanguigni, come alcune forme della sindrome di Ehlers-Danlos o in coloro che hanno vasi sanguigni malformati, come si riscontra nella sindrome di Rendu-Osler-Weber. Altre rare cause dell'emotorace comprendono la neurofibromatosi di tipo 1 e l'eritropoiesi extramidollare sintomatica.

## Fisiopatologia

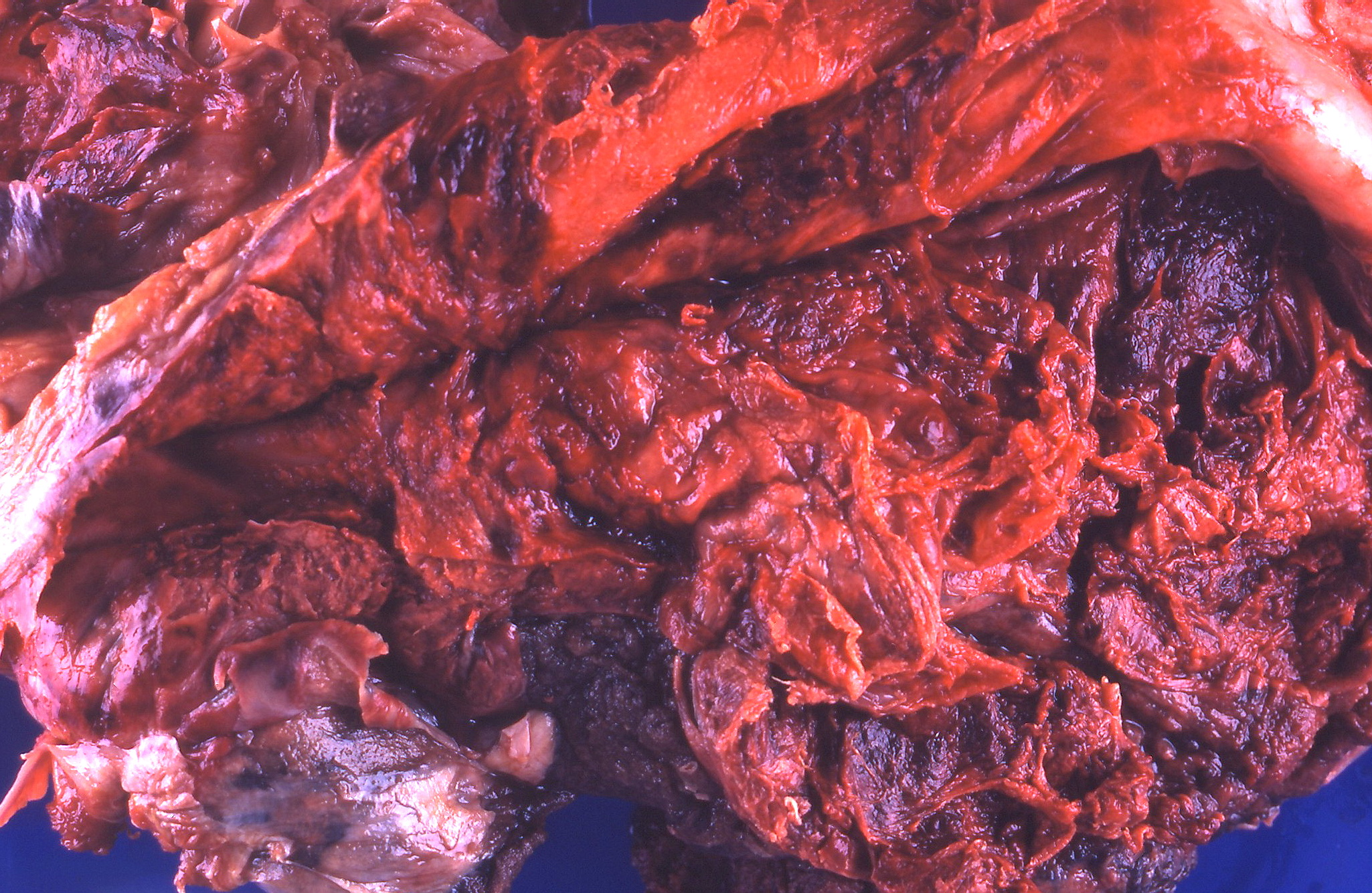
Reperto autoptico che mostra un vasto emotorace raggrumato che riempie l'intera cavità pleurica

La cavità toracica è uno spazio all'interno del torace contenente i polmoni, il cuore e numerosi vasi sanguigni importanti. Alcuni sottili foglietti di tessuto conosciuti come le membrane pleuriche (o pleura) rivestono i polmoni e l'interno del torace; la parete toracica è rivestita dalla pleura parietale, mentre la pleura viscerale copre l'esterno dei polmoni. Tra la pleura viscerale e parietale vi è normalmente un sottile spazio, la cavità pleurica, riempito di liquido.
Un emotorace avviene quando il sangue entra nella cavità pleurica. Ciò produce diversi effetti. In primo luogo, quando il sangue si accumula all'interno della cavità pleurica, inizia a interferire con il normale movimento polmonare, impedendo a uno o entrambi i polmoni di espandersi completamente e interferendo così con il normale trasferimento di ossigeno e anidride carbonica da e verso il sangue. In secondo luogo, il sangue perso nella cavità pleurica non può più circolare. Gli emotoraci possono portare a perdite di sangue significative: ciascuna metà del torace può contenere più di 1 500 millilitri di sangue, rappresentando più del 25% del volume di sangue totale di un adulto medio. L'organismo può contrastare questa perdita ematica e per compensare tenta di mantenere la pressione sanguigna forzando il cuore a pompare più forte e più velocemente e comprimendo o costringendo i piccoli vasi sanguigni nelle braccia e nelle gambe. Questi meccanismi di compensazione possono essere riconosciuti dalla presenza di una rapida frequenza cardiaca a riposo ed estremità del corpo fredde.
Se il sangue all'interno della cavità pleurica non viene rimosso, alla fine si coagula. Il coagulo tende ad attaccare la pleura parietale e viscerale e può portare a sviluppare cicatrici all'interno, una condizione che se estesa viene conosciuta come fibrotorace. In seguito alla perdita iniziale di sangue, un piccolo emotorace può irritare la pleura, causando fuoriuscite di liquido aggiuntivo, con conseguente versamento pleurico misto a sangue. Inoltre, quando gli enzimi nel liquido pleurico iniziano a scomporre il coagulo, la concentrazione proteica del liquido pleurico aumenta. Come risultato, la pressione osmotica della cavità pleurica aumenta, causando perdite di liquido nella cavità pleurica dai tessuti circostanti.

## Clinica

### Segni e sintomi
I sintomi di un emotorace dipendono dalla quantità di sangue accumulatasi nella cavità pleurica. Un modesto emotorace solitamente comporta una lieve sintomatologia, mentre quelli più gravi sono spesso responsabili di dolore toracico, dispnea e, occasionalmente, di vertigini. Ulteriori sintomi possono manifestarsi a seconda della causa sottostante.
I segni clinici di un emotorace includono riduzione o assenza di suoni respiratori e un ridotto movimento della parete toracica sul lato interessato. Quando il lato interessato viene toccato o percussionato, si può percepire un suono sordo in contrasto con la solita risonanza. Gli emotoraci di vaste dimensioni che interferiscono con la capacità di trasferire ossigeno possono causare una sfumatura blu sulle labbra (cianosi). In questi casi l'organismo può cercare di compensare la perdita di sangue aumentando la frequenza cardiaca (tachicardia).

### Diagnostica
Solitamente la diagnosi di emotorace vengono formulate procedendo con l'esecuzione di una radiografia del torace, anche se l'ecografia viene talvolta utilizzata nelle situazioni di emergenza. Tuttavia, la semplice radiografia planare può non essere in grado di visualizzare piccoli emotoraci, mentre altre modalità di imaging, come la tomografia computerizzata (TC) o la risonanza magnetica, possono risultare più sensibili. Nei casi in cui la natura di un versamento è in dubbio, un campione del fluido può essere aspirato e analizzato in una procedura chiamata toracocentesi.

#### Radiografia del torace

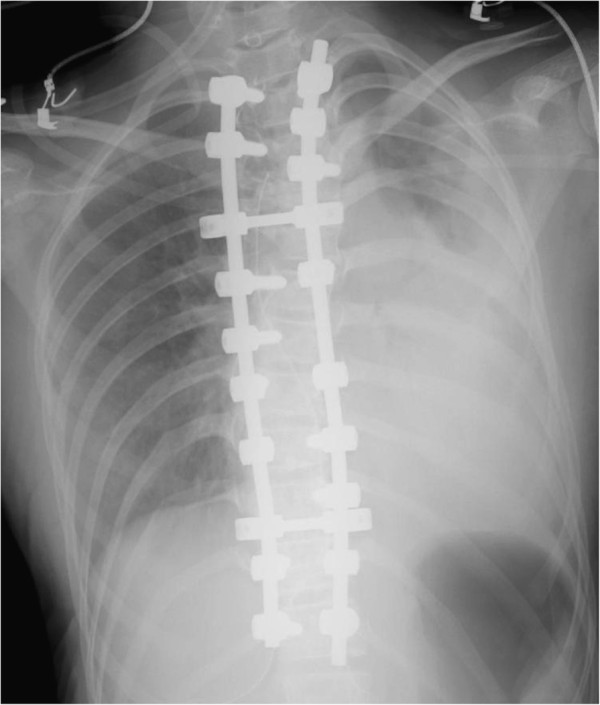
Radiografia del torace che mostra un ampio emotorace sul lato sinistro

La radiografia del torace è la metodica più comune utilizzata per diagnosticare un emotorace. Idealmente dovrebbe essere effettuata con il paziente in posizione eretta, tuttavia se le condizioni non lo permettono si può comunque eseguire in decubito supino. Nel primo caso, la presenza di un emotorace è suggerita dalla presenza sulla radiografia di un blunting dell'angolo costofrenico o dall'opacizzazione parziale o completa dell'emitorace (metà del torace) colpita, mentre nel secondo caso il sangue tende a stratificarsi nello spazio pleurico, ma può essere apprezzato come una nebulosità di un emitorace rispetto all'altro.
Un lieve emotorace può non essere visibile attraverso la semplice radiografia in quanto centinaia di millilitri di sangue possono essere nascosti dal diaframma e dai visceri addominali nel caso di posizione eretta del paziente. Una radiografia con paziente supino è ancora meno sensibile e fino a un litro di sangue può essere non rilevato.

#### Altre tecniche diimaging

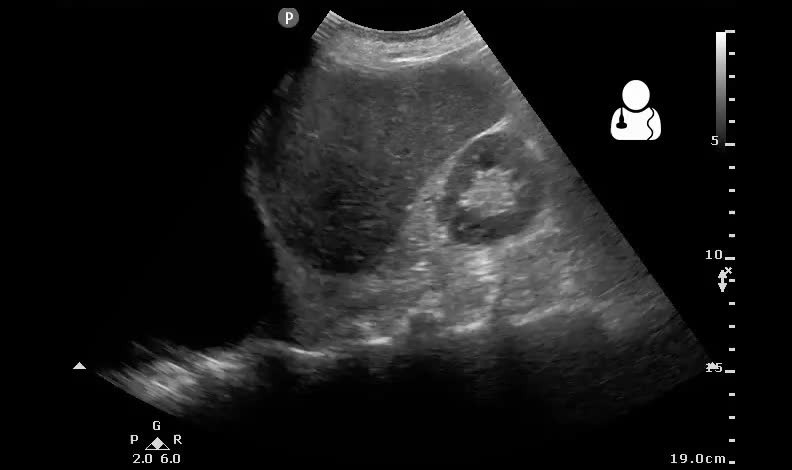
Ecografia del torace in un caso di emotorace sul lato sinistro

L'ecografia può essere un'ulteriore metodica di imaging biomedico utilizzabile per diagnosticare sia l'emotorace sia altre effusioni pleuriche. È di particolare utilità nelle situazioni di emergenza in quanto permette di ottenere risultati rapidi e affidabili con il paziente allettato. L'ecografia è più sensibile della radiografia del torace nel rilevare la condizione.

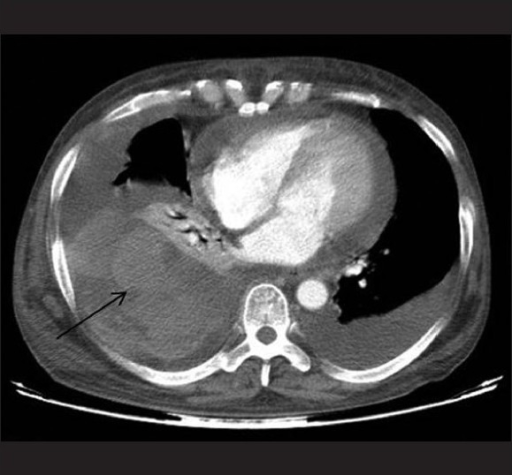
Immagine ottenuta tramite TC che mostra un emotorace (freccia)

La tomografia computerizzata (TC) può essere utile per la diagnosi dell'emotorace trattenuto poiché questa metodica può rilevare quantità di fluido molto più piccole rispetto a una semplice radiografia del torace. Tuttavia, la TC è meno utilizzata nell'ambito del trauma poiché richiede che una persona in condizioni critiche venga trasportata nella macchina e che tale soggetto rimanga supino.
La risonanza magnetica (RM) può essere utilizzata per differenziare tra un emotorace e altre forme di versamento pleurico e può suggerire da quanto tempo si sia verificato. Il sangue fresco può essere visto come un fluido ipointenso in T1 ma iperintenso in T2, mentre il sangue accumulatosi da qualche ora mostra un basso segnale sia in T1 sia in T2. La risonanza magnetica viene utilizzata raramente nella valutazione del trauma a causa del lungo tempo necessario per eseguire l'esame e per il peggioramento della qualità dell'immagine che si verifica con l'eventuale movimento del paziente (artefatti da movimento).

#### Toracocentesi

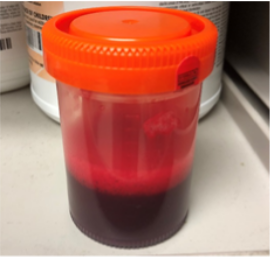
Un campione di fluido pleurico in un caso di emotorace ottenuto tramite toracocentesi

Sebbene le tecniche di imaging biomedico possano dimostrare la presenza di fluido nello spazio pleurico, potrebbe non essere ben chiara la sua natura. Per stabilirla con certezza è possibile prelevarne un campione inserendo un ago nella cavità pleurica, una procedura nota come toracocentesi. Ottenuto il campione, la valutazione più importante riguarda la percentuale di globuli rossi contenuti nel volume (l'ematocrito), che può essere stimata dividendo il numero dei globuli rossi riscontrati nel liquido pleurico prelevato per 100000. Un emotorace è presente quando si riscontra nel campione un valore di ematocrito pari o superiore al 50% di quello del sangue del paziente, sebbene l'ematocrito rilevabile in un emotorace cronico possa essere compreso tra il 25% e il 50% se il liquido addizionale è stato secreto dalla pleura.  La toracentesi è il test più comunemente usato per diagnosticare un emotorace negli animali.

## Trattamento
Il trattamento di un emotorace dipende in larga misura dall'entità del sanguinamento. Mentre gli emotoraci lievi possono richiedere un intervento marginale, gli emotoraci più grandi possono richiedere diversi trattamenti, tra cui una somministrazione di liquidi o una trasfusione per sostituire il sangue perso, il drenaggio del sangue all'interno dello spazio pleurico con una procedura nota come toracostomia e, potenzialmente, un intervento chirurgico che può consistere in una toracotomia o in una videotoracoscopia (VATS) per prevenire ulteriori sanguinamenti. Se l'emorragia è stata importante è necessario procedere con la somministrazione di liquidi per via endovenosa o con una trasfusione di sangue.
Anormalità della coagulazione, come quelle causate dai farmaci anticoagulanti, dovrebbero essere trattate. In caso di trauma, gli antibiotici dovrebbero essere somministrati per 24 ore come profilassi.
Vi è la possibilità che coaguli di sangue possano rimanere all'interno della cavità pleurica nonostante il drenaggio. Tali formazioni devono essere rimosse, preferibilmente tramite videotoracoscopia. Se tale metodica non è disponibile, un'alternativa può essere la terapia fibrinolitica con la somministrazione di streptochinasi o urochinasi direttamente nello spazio pleurico da sette a dieci giorni dopo l'evento traumatico. Il coagulo residuo che non si dissipa in risposta ai fibrinolitici può richiedere la rimozione chirurgica sotto forma di decorticazione.
Altri trattamenti possono includere la somministrazione di antibiotici per ridurre il rischio di sviluppare un'infezione e la terapia fibrinolitica per eliminare il sangue coaugulato all'interno dello spazio pleurico.

### Toracostomia

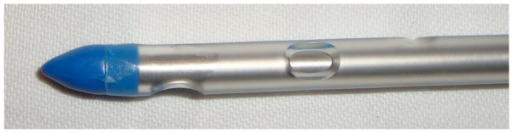
Tubo toracico per toracostomia

Il sangue accumulatosi nella cavità pleurica può essere rimosso inserendo un drenaggio (tubo toracico) mediante una procedura chiamata toracostomia. Tale procedura è indicata per la maggior parte delle cause dell'emotorace, ma dovrebbe essere evitata nel caso di rottura aortica, una condizione che dovrebbe essere gestita con un intervento chirurgico immediato. Il tubo per toracostomia viene solitamente inserito tra le coste nel sesto o settimo spazio intercostale nella linea medio ascellare. È importante evitare che il tubo toracico venga ostruito da sangue coagulato poiché impedirebbe un adeguato drenaggio dello spazio pleurico. La coagulazione si verifica quando il sangue lascia i vasi sanguigni e viene a contatto con la superficie pleurica, la parete del torace o del polmone danneggiata o il tubo per toracostomia. Un drenaggio inadeguato può portare a un emotorace trattenuto, aumentando così il rischio di infezione nello spazio pleurico (empiema) o alla formazione di tessuto cicatriziale (fibrotorace). Per eseguire la toracostomia dovrebbero essere utilizzati tubi di ampio diametro, tra i 24 e i 36 French, in quanto riducono il rischio di ostruzioni. Una manipolazione manuale del tubo toracico viene comunemente eseguita per mantenerlo aperto, ma nessuna prova conclusiva ha dimostrato che ciò possa migliorare il drenaggio. Se un tubo toracico si ostruisce, questo può essere rimosso usando tecniche aperte o chiuse. Non appena il drenaggio appare terminato il tubo deve essere rimosso poiché uno stazionamento prolungato aumenta il rischio di empiema.

### Chirurgia

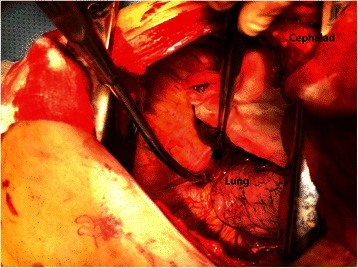
Trattamento mediante toracotomia di un emotorace che mostra sanguinamento nel legamento polmonare e nessun'altra lesione evidente

Tra il 10% e il 20% dei casi di emotorace conseguenti a trauma richiedono un intervento chirurgico. Gli emotoraci più gravi o quelli che continuano a sanguinare dopo il drenaggio sono quelli che più facilmente vengono candidati al trattamento in sala operatoria. Questo può comportare una tradizionale procedura a torace aperto (toracotomia) oppure può essere eseguita una videotoracoscopia (o VATS, dall'acronimo inglese video-assisted thoracoscopic surgery). Sebbene non sia stato stabilito universalmente un quantitativo di perdita ematica per cui procedere all'intervento, le indicazioni generalmente accettate includono più di 1 500 ml di sangue drenato da una toracostomia, più di 200 ml di sangue drenato all'ora, instabilità emodinamica o necessità per ripetere le trasfusioni di sangue.

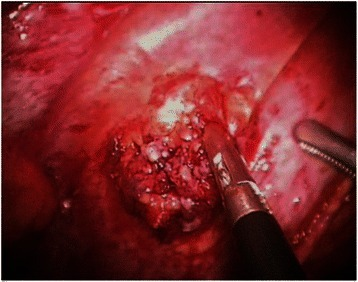
Trattamento VATS di un emotorace che mostra la lesione diaframmatica causata da una esostosi costale

La VATS è meno invasiva e meno costosa di una toracotomia a cielo aperto e può ridurre significativamente la durata della degenza ospedaliera, tuttavia una toracotomia può essere preferita quando si è instaurato uno shock ipovolemico. Idealmente la procedura dovrebbe idealmente essere eseguita entro 72 ore dal trauma poiché un ritardo può aumentare il rischio di complicanze. Nel caso di presenza di coaguoli la VATS rappresenta il gold standard per la loro rimozione; inoltre è raccomandata quando il fluido riempie l'emitorace per oltre 1/3 del suo spazio. Il momento ideale per rimuovere un coagulo utilizzando la VATS è dalle 48 alle 96 ore dopo l'evento, tuttavia la procedura può essere tentata fino a nove giorni dopo.

## Prognosi
La prognosi di un caso di emotorace dipende dalle sue dimensioni, dal trattamento effettuato e dalla causa sottostante. Mentre piccoli emotoraci possono causare pochi problemi, i casi gravi non efficacemente trattati possono rapidamente dimostrarsi fatali per via della perdita di sangue incontrollata. Se non trattato, l'accumulo di sangue può causare una pressione sul mediastino e sulla trachea, limitando la capacità del cuore di riempirsi. Tuttavia, se trattato, la prognosi di un emotorace di natura traumatica è generalmente favorevole e dipende piuttosto dalle altre lesioni riportate. Alcune cause dell'emotorace hanno una prognosi peggiore: l'emotorace causato dalla neurofibromatosi di tipo 1 ha un tasso di mortalità del 36% e un tasso di morte post operatoria del 33%, mentre l'emotorace causato dalla rottura aortica è spesso fatale.

### Complicazioni
Diverse complicazioni possono verificarsi a seguito di un emotorace e sono più probabili se il sangue non viene adeguatamente drenato dalla cavità pleurica. Il sangue che rimane nello spazio pleurico può essere infettato, una condizione che viene conosciuta come empiema. Il sangue trattenuto può anche irritare la pleura, causando la formazione di tessuto cicatriziale. Se esteso, questo tessuto può rendere difficile il movimento del polmone nella parete toracica, andando a costituire un fibrotorace. Altre possibili complicanze includono atelettasia, infezione polmonare, ematoma intratoracico, infezione della ferita, pneumotorace o sepsi.